# Фјорд
Фјордови су потопљене долине некадашњих ледника. Стрмих су страна, уски и веома дубоки. Нпр. познати Согне фјорд у Норвешкој дугачак је 180 km и дубок је преко 1.200 m, а његове стране су високе до 1.500 m. Фјордови се налазе у областима које су у плеистоцену биле захваћене глацијацијом и чији су се ледници завршавали у мору (Аљаска, Канада, Исланд, Чиле, Нови Зеланд) али су најтипичнији за Скандинавију. Процењује се да је норвешка обала дуга 29.000 km (18.000 mi) са својих скоро 1.200 фјордова, али само 2.500 km (1.600 mi) без фјордова.

## Карактеристике
Типичне карактеристике фјорда су узак рукавац, еродирано дно дубоко испод морске површине, стрме падине копна које га окружује, а које се пружају дубоко под море, и излаз на отворено море.

### Хидрологија
Током зимске сезоне обично је мали доток слатке воде. Површинске и дубље воде (до 100 m (330 ft) или више) се мешају током зиме због сталног хлађења површине и ветра. У дубоким фјордовима још увек има неслане воде од лета са мањом густином од сланије воде дуж обале. Ветар на мору, уобичајен у областима фјордова током зиме, ствара струју на површини од унутрашњих ка спољашњим деловима. Ова струја на површини заузврат повлачи густу слану воду са обале преко прага фјорда у најдубље делове фјорда. Болстадфјорден има праг од само 1,5 m (4,9 ft) и снажан доток слатке воде из реке Восо ствара бочасту површину која блокира циркулацију дубоког фјорда. Дубљи, слани слојеви Болстадфјордена су лишени кисеоника и морско дно је прекривено органским материјалом. Плитак праг такође ствара јаку струју плиме.
Током летње сезоне обично постоји велики доток речне воде у унутрашњим пределима. Ова слатка вода се меша са сланом водом стварајући слој бочасте воде са нешто вишом површином од океана, што заузврат покреће струју од ушћа реке према океану. Ова струја постепено постаје сланија према обали и одмах испод површинске струје долази до повратне струје сланије воде са обале. У дубљим деловима фјорда хладна вода која је остала од зиме је мирна и одвојена је од атмосфере бочастим горњим слојем. Ова дубока вода се вентилише мешањем са горњим слојем, што доводи до загревања и освежавања током лета. У фјордовима са плитким прагом или ниским нивоом мешања ова дубока вода се не замењује сваке године и ниска концентрација кисеоника чини дубоку воду непогодном за рибе и животиње. У најекстремнијим случајевима постоји стална баријера неслане воде на површини и фјорд се смрзава тако да испод површине нема кисеоника. Драменсфјорден је један пример. Мешање у фјордовима углавном је резултат ширења унутрашње плиме са улазног прага.

## Настанак
Фјордови су настајали у ледено доба кад су велики ледници, отапајући се, путовали према мору односећи заробљене стене и својим абразивним деловањем дубили копно. Таквим деловањем ледника настајали су чак до 800 m дубоки рукавци.
Прави фјорд настаје када глечер усече долину у облику слова  сегрегацијом леда и абразијом околне стене. Према стандардном моделу, глечери су се формирали у предглацијалним долинама са благим нагибом долинског дна. Дејство глечера је тада оставило продубљену долину у облику слова U која се нагло завршава на крају долине или корита. Такве долине су фјордови када их преплави океан. Прагови изнад нивоа мора стварају слатководна језера. Отапање глечера је праћено повратком Земљине коре како се оптерећење ледом и еродирани седимент уклањају (такође се назива изостазија или глацијални одскок). У неким случајевима овај одскок је бржи од пораста нивоа мора. Већина фјордова је дубља од суседног мора; Согнефјорд, Норвешка, досеже чак 1.300 m (4.265 ft) испод нивоа мора. Фјордови генерално имају праг или плићак (стену) на ушћу узроковану смањеном стопом ерозије претходног глечера и крајњом мореном. У многим случајевима овај праг узрокује екстремне струје и велике брзаке слане воде (види скукумчук). Салцтраумен у Норвешкој се често описује као најјача струја плиме на свету. Ове карактеристике разликују фјордове од ријаса (нпр. Бококоторски залив), који су потопљене долине преплављене морем које се диже. Драменсфјорден је пресечен скоро на два дела Свелвичким „гребеном“, пешчаном мореном која је током леденог покривача била испод нивоа мора, али након повратка после глацијала достиже 60 m (200 ft) изнад фјорда.
Јенс Есмарк је у 19. веку увео теорију да су фјордови јесу или да су их створили глечери и да су велики делови северне Европе у праисторији били прекривени дебелим ледом. Прагови на ушћима и прекомерно продубљивање фјордова у поређењу са океаном су најјачи доказ глацијалног порекла, а ови прагови су углавном стеновити. Прагови се односе на мореузе и ниско земљиште где би се лед могао раширити и стога имати мању ерозивну силу. Џон Волтер Грегори је тврдио да су фјордови тектонског порекла и да су глечери имали занемарљиву улогу у њиховом формирању. Грегоријеви ставови су одбачени каснијим истраживањима и публикацијама. У случају Хардангерфјорда, преломи Каледонског набора су водили ерозију глечерима, док не постоји јасна веза између правца Согнефјорда и обрасца набора. Ова веза између прелома и правца фјордова је такође примећена у Лингену. Преглацијалне, терцијарне реке су вероватно еродирале површину и створиле долине које су касније водиле глацијални ток и ерозију темељне стене. Ово је нарочито могао бити случај у западној Норвешкој где је терцијарно издизање копнене масе појачало еродирајуће силе река.
Ушће притока фјордова довело је до ископавања најдубљих фјордских басена. Близу саме обале типичан западнонорвешки глечер се ширио (вероватно кроз мореузе и ниске долине) и изгубио је концентрацију и смањио моћ глечера да еродира остављајући прагове темељних стена. Болстадфјорден је дубок 160 m (520 ft) са прагом од само 1,5 m (4 ft 11 in), док 1.300 m (4.300 ft) дубок Согнефјорден има праг на дубини од око 100 до 200 m (3030 ft). Хардангерфјорд се састоји од неколико басена раздвојених праговима. Најдубљи басен Самлафјорден између Јонанесета (Јондал) и Алвика са посебним прагом у Викингнесету у Кваму.
Висинске долине су уобичајене дуж залеђених фјордова и долина у облику слова . Висинска долина је приточна долина која је виша од главне долине и настала је уливањем глечерског тока у глечер веће запремине. Плиће долине често надвисују главне долине или фјорд. Исто тако, често се водопади формирају на или близу излаза из горње долине. Мали водопади унутар ових фјордова се такође користе као слатководни ресурси. Висинске долине се могу јављати и под водом у фјордовским системима. Огранци Согнефјорда су, на пример, много плићи од главног фјорда. Ушће Фјерландсфјорда је дубоко око 400 m (1.300 ft), док је главни фјорд 1.200 m (3.900 ft) у близини. Ушће Икјефјорда је само 50 метара дубоко, док је главни фјорд има око 1.300 m (4.300 ft) на истој тачки.

## Локације фјордова

### Западна европска обала
- Фарска острва
- Норвешка
- Исланд

### Новозеландска западна обала
- Фјордланд, на југозападу Јужног острва

### Северноамеричка западна обала
- Обала Британске Колумбије, у Канади
- Унутрашњост Британске Колумбије богата је бројним фјордовским језерима
- Јужна и западна обала Аљаске у САД

### Западна обала Јужне Америке
- Југ Чилеа

### Остала ледничка подручја
Фјордови постоје и на неким другим ледничким подручјима, као на пример:
- Европа
  - Ирска (Једини фјорд у Ирској је Килари Харбор у близини Линејн, округ Галвеј, на западној обали)
  - Шкотска
  - Шведска
  - Галиција, покрајина у Шпанији

- Северна Америка
  - Канада:
    - Јужна и западна обала Њуфаундленда
    - Обала полуострва Лабрадор
    - Последњих 100 км реке Сагвенај у Квебеку
    - Арктички предели Канаде

  - Сједињене Америчке Државе
    - Самс Саунд у савезној држави Мејн

  - Гренланд
- Арктик
  - Арктичка острва
- Антарктик